# Dagoberto Rodríguez
Dagoberto Rodríguez (Calvillo, Aguascalientes; 15 de mayo de 1912 - Ciudad de México, 16 de marzo de 1974) fue un actor de cine mexicano.

## Biografía
Inició su carrera en cine en 1943. Trabajo con muchos actores más grandes de la llamada época de oro del cine mexicano como : Luis Aguilar, Fernando Casanova, Evangelina Elizondo, Flor Silvestre, Antonio Aguilar, y entre otras figuras importantes. 
Murió en la Ciudad de México un  16 de marzo de 1974. Fue abuelo de la actriz mexicana Eugenia Cauduro.

## Películas
- Misión suicida (1973) .... Sebastián
- El sargento Perez (1973)
- El ausente (1972) .... Padrino de Valente Jr.
- Los perturbados (1972) .... (segmento "El Prólogo")
- Romance en Puerto Rico (1962)
- Jesús, el niño Dios (1971) .... Gaspar
- Río salvaje (1971)
- Santo contra la mafia del vicio (1971) .... Fidel
- Ya somos hombres (1971) .... Papá de Lamberto
- Su precio... unos dólares (1970)
- El cinico (1970) .... Luis Uribe
- Enigma de muerte (1969)
- Super Colt 38 (1969)
- La gran aventura (1969)
- Las vampiras (1969) .... Comandante Garfias
- Mil máscaras (1969) .... Andrés Cory
- Dos valientes (1969) .... Damián del Río
- Al rojo vivo (1969) .... Sr. Ibáñez
- Blue Demon contra cerebros infernales (1968)
- Los amores de Juan Charrasqueado (1968)
- Lucio Vázquez (1968) .... Don Urbano Aranda
- Amanecí en tus brazos (1967)
- Los hombres de Lupe Alvírez (1967)
- El forastero vengador (1967)
- Los hermanos Centella (1967)
- Los jinetes de la bruja (En el viejo Guanajuato) (1967) .... Javier
- El mexicano (1966)
- El temerario (1966)
- El cachorro (1966)
- Fuera de la ley (1966)
- Los endemoniados del ring (1966)
- El tragabalas (1966) .... Pedro
- El dinamitero (1965)
- Los sheriffs de la frontera (1965)
- Audaz y bravero (1965) .... Fernando Mora
- El rescate (1965)
- El Charro de las Calaveras (1965) .... El Charro de las Calaveras
- El pozo (1965) .... Manuel
- La duquesa diabólica (1964)
- Cinco asesinos esperan (1964)
- Dos caballeros de espada (1964) .... Pedro de Araujo
- Duelo en el desierto (1964)
- El Solitario (1964)
- Las invencibles (1964)
- El Espadachín (1964)
- Las dos galleras (1964)
- Los chacales (1963)
- Voy de gallo (1963)
- Las vengadoras enmascaradas (1963)
- Jugándose la vida (1963) ....	El Comanche / El 250
- Aventuras de las hermanas X (1963) .... Comisario
- La risa de la ciudad (1963) .... Licenciado
- La muerte en el desfiladero (1963)
- Alias El Alacrán (1963) .... Vicente
- Romance en Puerto Rico (1962)
- El asaltacaminos (1962) ....	Archibaldo Pantoja
- Horizontes de sangre (1962)
- Atrás de las nubes (1962) .... Galindo
- El muchacho de Durango (1962) .... Vicente, jefe de acordada
- Cielo rojo (1962) .... Dr. Rodríguez
- Pueblo de odios (1962)
- La pantera de Monte Escondido (1962)
- Servicio secreto (1962) .... El comanche
- Santo contra los zombies (1962) .... Det. Almada
- Juan sin miedo (1961) .... Coronel Roberto Trejo
- Carnaval en mi barrio (1961) .... José Luis
- Tres tristes tigres (1961) .... Luciano
- Enterrado vivo (1961) .... Pancho Pistolas / Mazamilpa
- Duelo indio (1961) .... Pancho Pistolas
- El fistol del diablo (1961) .... Luis Montero
- El tiro de gracia (1961) ....	Pancho Pistolas
- La calavera negra (1960) ....	Manuel Noriega López
- Herencia trágica (1960) .... Archibaldo Pantoja
- ¡Quietos todos! (1959) .... Ricardo García
- Milagros de San Martín de Porres (1959)
- La ley del más rápido (1959) .... Picao Mendoza
- El ciclón (1959) ....	Don Carlos Ayala
- El puma (1959) .... Picao Mendoza
- Besos de arena (1959)
- El jinete negro (1958) .... Archibaldo Pantoja
- El águila negra contra los enmascarados de la muerte (1958) .... Bruno
- El águila negra en la ley de los fuertes (1958) .... Bruno
- El caudillo (1957) .... Francisco Gonzá&;lez (Pancho Pistolas) / Ixcamilpa
- Pies de Gato (1957)
- Amor del bueno (1957) ... Marcos Sandoval
- Rapto al sol (1956)
- Los bandidos de Río Frío (1956) ....  Evaristo
- Fugitivos: Pueblo de proscritos (1955) .... Padre Nacho
- El 7 leguas (1955) .... Pedro
- Tres bribones (1955) .... Chabelo Santos
- La gaviota (1955) .... 	Dagoberto Rodríguez
- ¡Vaya tipos! (1955)
- Los aventureros (1954) .... Chabelo
- Con el diablo en el cuerpo (1954) .... Fausto
- El jinete (1954) .... Lauro Cruz
- Frontera norte (1953) .... Roberto Gómez
- La segunda mujer (1953) .... Gabriel Ramírez
- El jugador (1953) .... Francisco Martínez
- Ambiciosa (1953) .... José Antonio
- Traigo mi 45 (1952) .... Juan Antonio Fernández
- Los hijos de nadie (Dos caminos) (1952)
- Vuelve el lobo (1952) .... Jorge de Alba 'El Lobo'
- La justicia del lobo (1952) .... Jorge de Alba 'El Lobo'
- El lobo solitario (1952) .... Jorge de Alba 'El Lobo'
- Noche de perdición (1951) .... Carlos Martínez
- El marido de mi novia (1951) .... Doctor Efren miranda
- El Suavecito (1951) .... Carlos Martínez
- En carne viva (1951) .... Miguel Hernández
- Para que la cuña apriete (1950)
- Traicionera (1950) .... Guillermo
- De Tequila, su mezcal (1950)
- Dos gallos de pelea (1950) .... Francisco Peralta
- El charro Negro en el norte (1949) .... Luis
- Rincón brujo (1949) .... Capitán Gilberto
- Tres hombres malos (1949) .... Capitán
- Comisario en turno (1949) .... Leobardo Reyes Pérez
- El jinete fantasma (1946)
- Las calaveras del terror (1944)

## Telenovelas
- El mexicano (1977)
- Cartas sin destino (1973)
- Velo de novia (1971)
- El diario de una señorita decente (1969)